# Stuiver
Le stuiver est une ancienne pièce de monnaie, un sous-multiple du florin et du thaler, ayant circulé dans les Pays-Bas jusqu'en 1816.

## Histoire monétaire

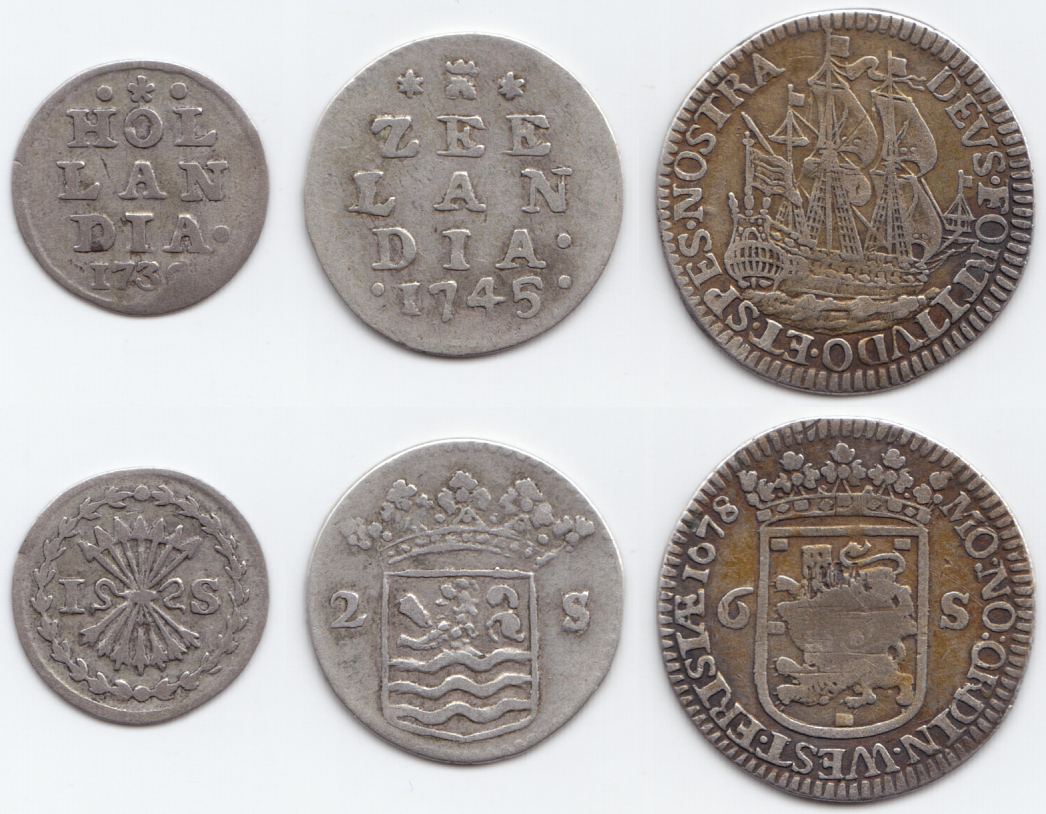
Pièces de 1, 2 et 6 stuivers, respectivement frappées en Hollande, en 1739, Zeeland, en 1745 et Frise, en 1678 (recto-verso).

Le stuiver a été frappé pour la première fois en 1520 sous le règne de Charles-Quint, il équivaut au vingtième du florin (ou Gulden) circulant dans les Pays-Bas bourguignons. C'est une pièce en billon. Le stuiver est divisé en 8 duits ou 16 pfennigs de cuivre. Le mot semble d'origine germanique, et proviendrait de l'allemand Stüber, qui signifie littéralement « pièce tronquée ».
Les Provinces-Unis, après 1580, l'intègre à leur système monétaire basé sur le florin. Il en est de même dans les Pays-Bas espagnols, où cette pièce prend le nom en français de « patard », comparable au sou. Le rixdale (rijksdaalder) valait 50 stuivers ou 2 florins ½. La pièce de 6 stuivers est appelée Scheepjesschelling (ou schelling) à partir de 1676, et comporte au revers un navire trois-mâts regardant vers l'Est.
En 1816, le royaume uni des Pays-Bas décimalise le florin en 100 cents ;  la population continue d'appeler la petite pièce de 5 cents, un « stuiver », quand elle est de nouveau frappée à partir de 1818 (en argent 569 ‰ et d'un poids de 0,85 g).

## Autres émetteurs
La Compagnie néerlandaise des Indes orientales frappa ses propres stuivers et duits jusqu'en 1791.
Après la prise de la colonie néerlandaise de Ceylan par les Britanniques, une pièce appelée « stiver » y fut frappée de 1801 à 1821, et correspondait à 1/48 du rixdale de Ceylan.